# Gwen John
Gwendolen Mary John (Haverfordwest, 22 de junio de 1876 – Dieppe, 18 de septiembre de 1939) fue una artista galesa que trabajó en Francia durante la mayor parte de su carrera. Sus pinturas, principalmente retratos de mujeres anónimas, se representan en una gama de tonos estrechamente relacionados. Aunque su hermano Augustus John la eclipsó durante su vida, su reputación ha crecido constantemente desde su muerte. 

## Infancia

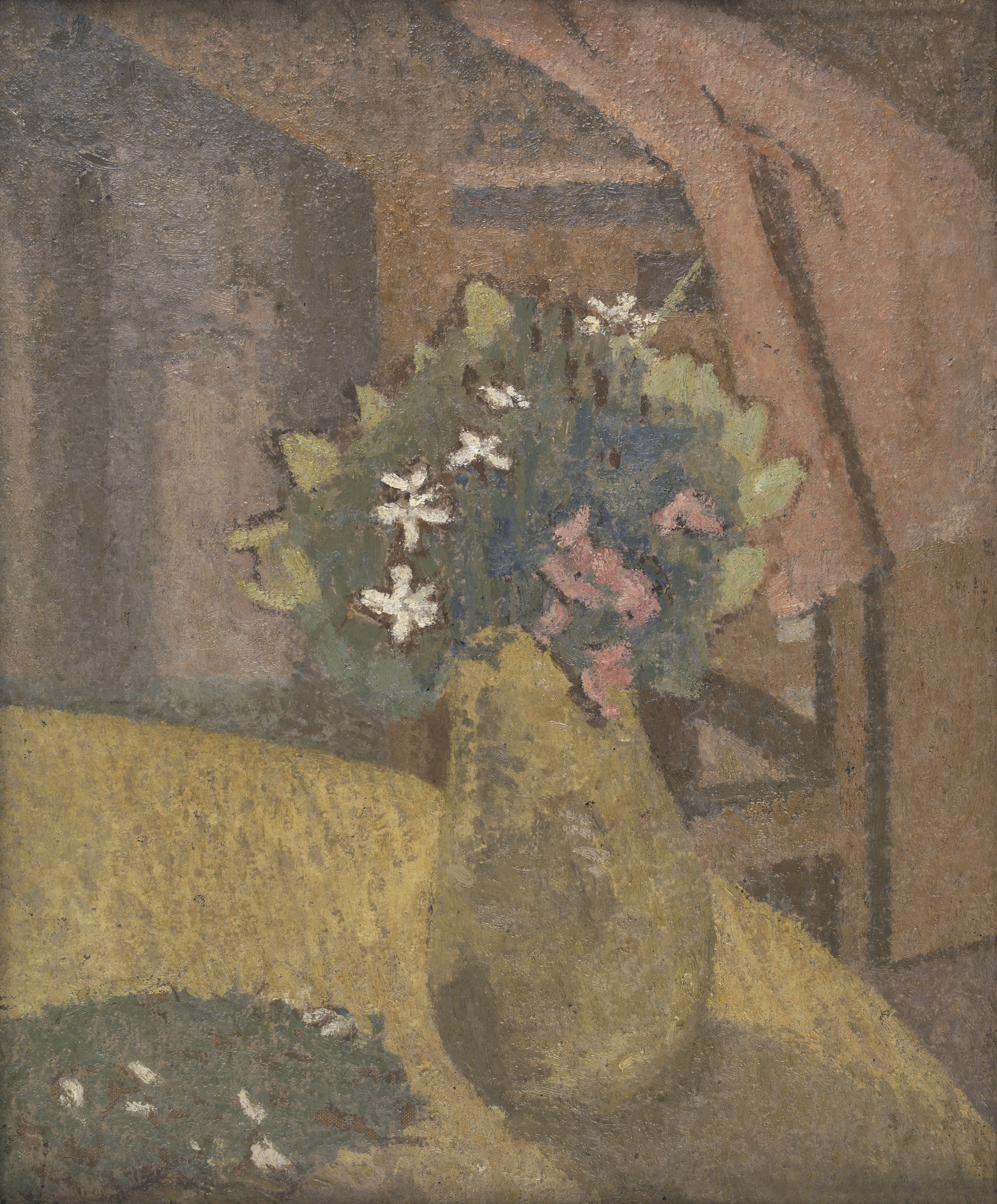
Jarrón de Flores (ca. 1910).

Fue la segunda de los cuatro hijos de Edwin William John y su esposa Augusta (nacida Smith). El hermano mayor de Gwen era Thornton John; sus hermanos menores eran Augustus y Winifred. Edwin John era un abogado cuyo temperamento sombrío le daba escalofríos a su familia, y Augusta a menudo estaba ausente de los niños debido a su mala salud, dejando a sus dos hermanas, severas salvacionistas, para que ocuparan su lugar en la casa. Augusta era una acuarelista aficionada, y ambos padres alentaron el interés de los niños por la literatura y el arte. Su madre murió cuando ella tenía ocho años. Con respecto a la muerte de su madre y la pérdida de su influencia, su hermano, Augustus, escribió más tarde: "Mi madre sin duda habría sido útil, pero ella murió cuando yo era un niño pequeño, luego de, me temo, una existencia muy llorosa".
Después de la muerte prematura de la madre en 1884, la familia se mudó a Tenby en Pembrokeshire, Gales, donde la educación temprana de Gwen y su hermana Winifred fue proporcionada por institutrices. Aparte de su hermana, ella también tenía dos hermanos, Thornton y Augustus. Los hermanos a menudo iban a la costa de Tenby a dibujar. John dijo que ella hacía "dibujos rápidos de gaviotas, conchas y peces varados en pedazos de papel sueltos, o algunas veces en la portada del libro que estaba leyendo". Aunque pintó y dibujó desde una edad temprana, el primer trabajo de Gwen John se remonta a su decimonoveno año.

## Formación

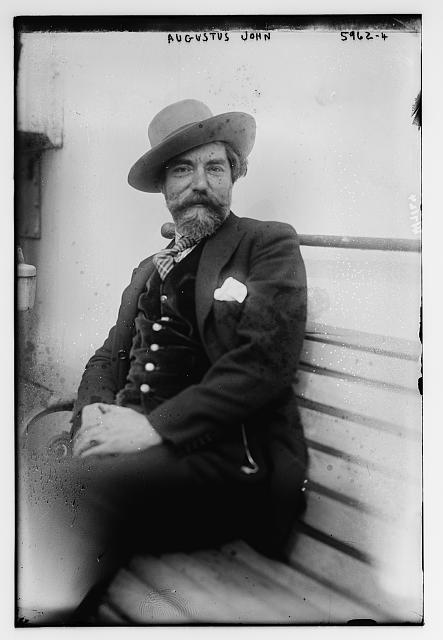
Augustus John.

De 1895 a 1898, estudió en la Escuela de Arte Slade, donde el programa se inspiraba en los métodos de los talleres franceses. Era la única escuela de arte en el Reino Unido que permitía alumnas, aunque en general no había mezcla de hombres y mujeres en las clases o en los pasillos. Al igual que su hermano menor, Augustus, quien había comenzado sus estudios allí en 1894, estudió dibujo de figuras con Henry Tonks. Durante este período, ella y Augustus compartieron vivienda y redujeron aún más sus gastos al subsistir con una dieta de nueces y frutas. Ella desarrolló una relación cercana con la mujer que se convertiría en la esposa de su hermano, Ida Nettleship. En este momento, ella también tenía una relación con otro amigo de su hermano, Arthur Ambrose McEvoy, que resultó infeliz. Los buenos amigos también incluyeron a Ursula Tyrwhitt y Gwen Salmond. Gwen John ganó el Premio Melvill Nettleship para la Composición de Figuras en su último año en Slade.
Se animaba a los estudiantes de Slade a copiar las obras de antiguos maestros en los museos de Londres. Las primeras pinturas de Gwen John, como Retrato de la Sra. Atkinson, Mujer joven con violín e Interior con figuras son obras intimistas pintadas en un estilo tradicional caracterizado por colores tenues y esmaltes transparentes.
Incluso como estudiante, la brillante destreza y el glamour personal de Augustus lo convirtieron en una celebridad, y contrastaba con las maneras más tranquilas y el comportamiento reticente de Gwen. Augustus admiró mucho el trabajo de su hermana, pero creyó que descuidaba su salud y la instó a que adoptara una "actitud más atlética ante la vida". Ella rechazó su consejo y demostró durante toda su vida un marcado desprecio por su bienestar físico.
En 1898 hizo su primera visita a París con dos amigos de Slade, mientras estudiaba con James McNeill Whistler en su escuela, la Académie Carmen. Regresó a Londres en 1899 y expuso su trabajo por primera vez en 1900, en el New English Art Club (NEAC). Sus circunstancias materiales eran pobres, y en 1900–01 vivió como una ocupante ilegal en un edificio abandonado.

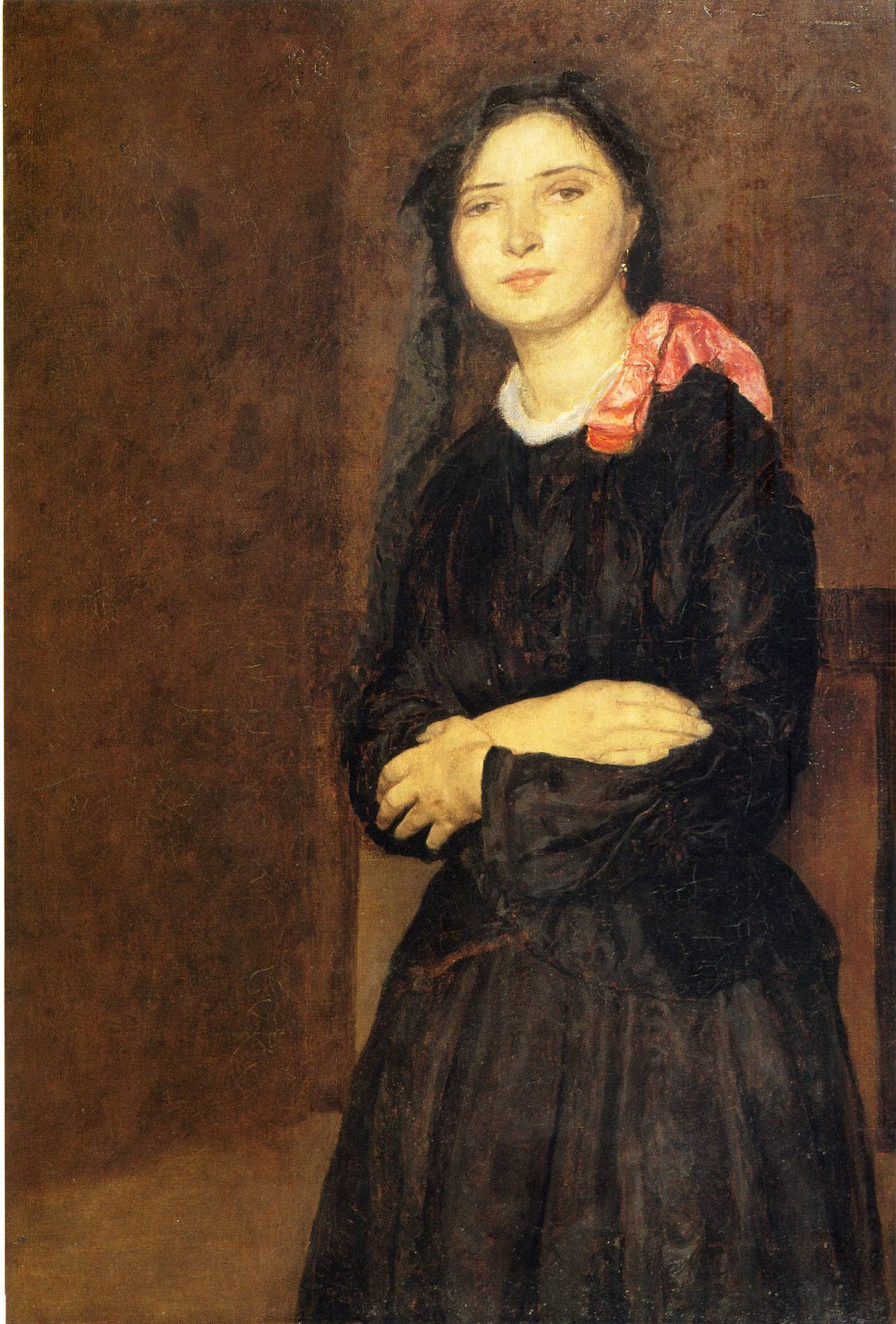
Dorelia in a Black Dress por Gwen John (1903-4)

## Francia y carrera temprana
En el otoño de 1903, viajó a Francia con su amiga Dorelia McNeill (que luego se convertiría en la segunda esposa de Augustus John). Al llegar a Burdeos, emprendieron un recorrido a pie con su equipo de arte en la mano, con la intención de llegar a Roma. Durmiendo en los campos y viviendo del dinero ganado en el camino mediante la venta de bocetos de retratos, llegaron hasta Toulouse. En 1904, las dos se fueron a París, donde John encontró trabajo como modelo de artistas, principalmente para mujeres artistas. En ese mismo año, comenzó a modelar para el escultor Auguste Rodin, y se convirtió en su amante. Su devoción por el mucho más viejo Rodin, que era el artista más famoso de su época, continuó durante los siguientes diez años, como se documenta en sus miles de cartas fervientes para él. Gwen John tubo algunos vínculos con hombres y mujeres que a veces la molestaban, y Rodin, a pesar de su genuino sentimiento por ella, finalmente recurrió al uso de conserjes y secretarios para mantenerla a distancia.
Durante sus años en París conoció a muchas de las principales personalidades artísticas de su tiempo, entre ellas Matisse, Picasso, Brâncuși y Rainer Maria Rilke pero los nuevos desarrollos en el arte de su tiempo tuvieron poco efecto en ella, y trabajaba en soledad. En 1910 encontró vivienda en Meudon, un suburbio de París donde permanecería por el resto de su vida. Cuando su relación con Rodin llegó a su fin, Gwen John buscó consuelo en el catolicismo, y alrededor de 1913 fue recibida en la Iglesia. Sus cuadernos de la época incluyen meditaciones y oraciones; escribió sobre su deseo de ser "el pequeño artista de Dios" y de "convertirse en una santa". En una carta de ca. 1912, escribió: "En cuanto a si tengo algo que valga la pena expresar, eso no está en cuestión. Puede que nunca tenga nada que expresar, excepto este deseo de una vida más interior ".

## Carrera

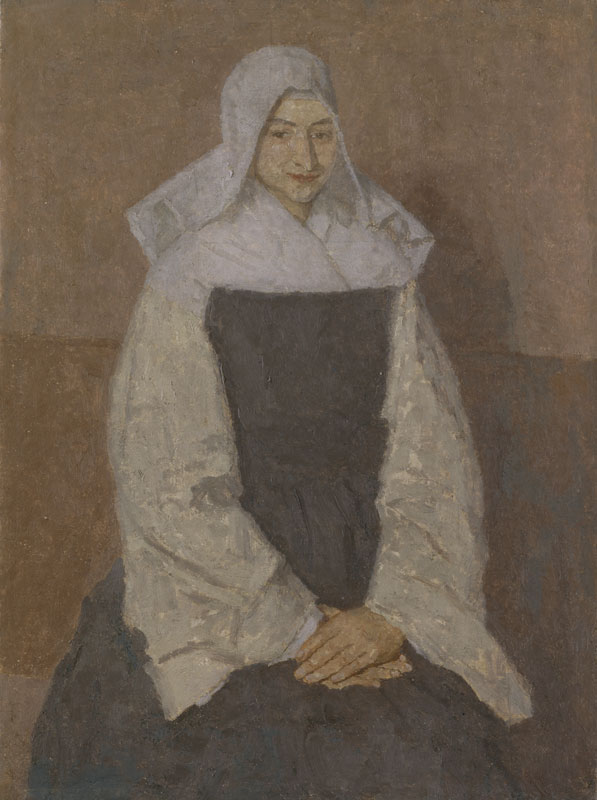
Mère Poussepin, ca. años 1910, Instituto Barber, Birmingham.

Dejó de exponer en el NEAC en 1911, pero obtuvo un importante patrocinador en John Quinn, un coleccionista de arte estadounidense que, desde 1910 hasta su muerte en 1924, compró la mayoría de las obras que Gwen John vendió. El apoyo de Quinn liberó a John de tener que trabajar como modelo y le permitió dedicarse a su trabajo. Aunque participó en exposiciones con bastante regularidad, su perfeccionismo produjo en ella una marcada ambivalencia hacia la exposición. Escribió en 1911: "Yo pinto mucho, pero a menudo no consigo una imagen, eso requiere, para mí, un tiempo muy largo de mente tranquila, y nunca pensar en exposiciones". En 1913, una de sus pinturas se incluyó en el seminal Armory Show en Nueva York, que Quinn ayudó a organizar.
Su actitud hacia su trabajo era a la vez modesta y segura. Después de ver una exposición de acuarelas de Cézanne, comentó: "Son muy buenas, pero yo prefiero las mías".
Hacia 1913, como una obligación para las Hermanas Dominicas de la Caridad en Meudon, comenzó una serie de retratos pintados de la Mère Marie Poussepin (1653–1744), la fundadora de su orden. Estas pinturas, basadas en una estampa de oración, establecieron un formato, la figura femenina en una postura sentada de tres cuartos, que se convirtió en característica de su estilo maduro. Pintó numerosas variantes en temas tales como Mujer joven con un vestido azul manchado, Chica sosteniendo un gato y La convaleciente. Las identidades de la mayoría de sus modelos son desconocidas. 
En Meudon vivía en soledad, excepto por sus gatos. En una carta sin fecha, escribió: "Me gustaría ir a vivir a un lugar donde no conociera a nadie, hasta que sea tan fuerte que la gente y las cosas no pudieran afectarme más allá de la razón". Deseaba también evitar los lazos familiares ("Creo que la familia ha tenido su día. Ahora no vamos al Cielo en familias, sino uno por uno") y su decisión de vivir en Francia después de 1903 puede haber sido el resultado de su deseo de escapar de la personalidad abrumadora de su famoso hermano, aunque, según el historiador del arte David Fraser Jenkins, "hubo pocas ocasiones en que hizo algo en contra de su voluntad, y fue la más despiadada y dominante de los dos".
John expuso en París por primera vez en 1919 en el Salón de Otoño, y expuso regularmente hasta mediados de la década de 1920, después de lo cual se volvió cada vez más recluida y pintó menos. Solo tuvo una exposición individual en su vida, en las Nuevas Galerías Chenil en Londres en 1926. En ese mismo año compró un bungaló en Meudon. En diciembre de 1926, angustiada por la muerte de su viejo amigo Rilke, conoció y buscó orientación religiosa de su vecino, el filósofo neotomista Jacques Maritain. También conoció a la cuñada de Maritain, Véra Oumançoff, con quien formó su última relación romántica, que duró hasta 1930.
El último trabajo fechado de Gwen John es un dibujo del 20 de marzo de 1933, y ninguna evidencia sugiere que ella dibujara o pintara durante el resto de su vida. El 10 de septiembre de 1939, escribió su testamento y luego viajó a Dieppe, donde colapsó y fue hospitalizada. Murió allí el 18 de septiembre de 1939 y fue enterrada en el cementerio Janval. Según Paul Johnson en Art: A New History, "parece haber muerto de hambre" (pág. 675). 

## Arte

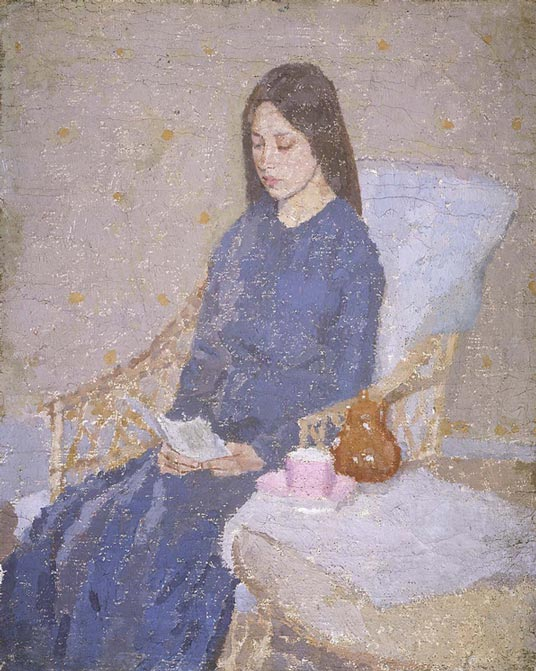
La Convaleciente (ca. 1923–24), una de las diez versiones que pintó de esta composición.

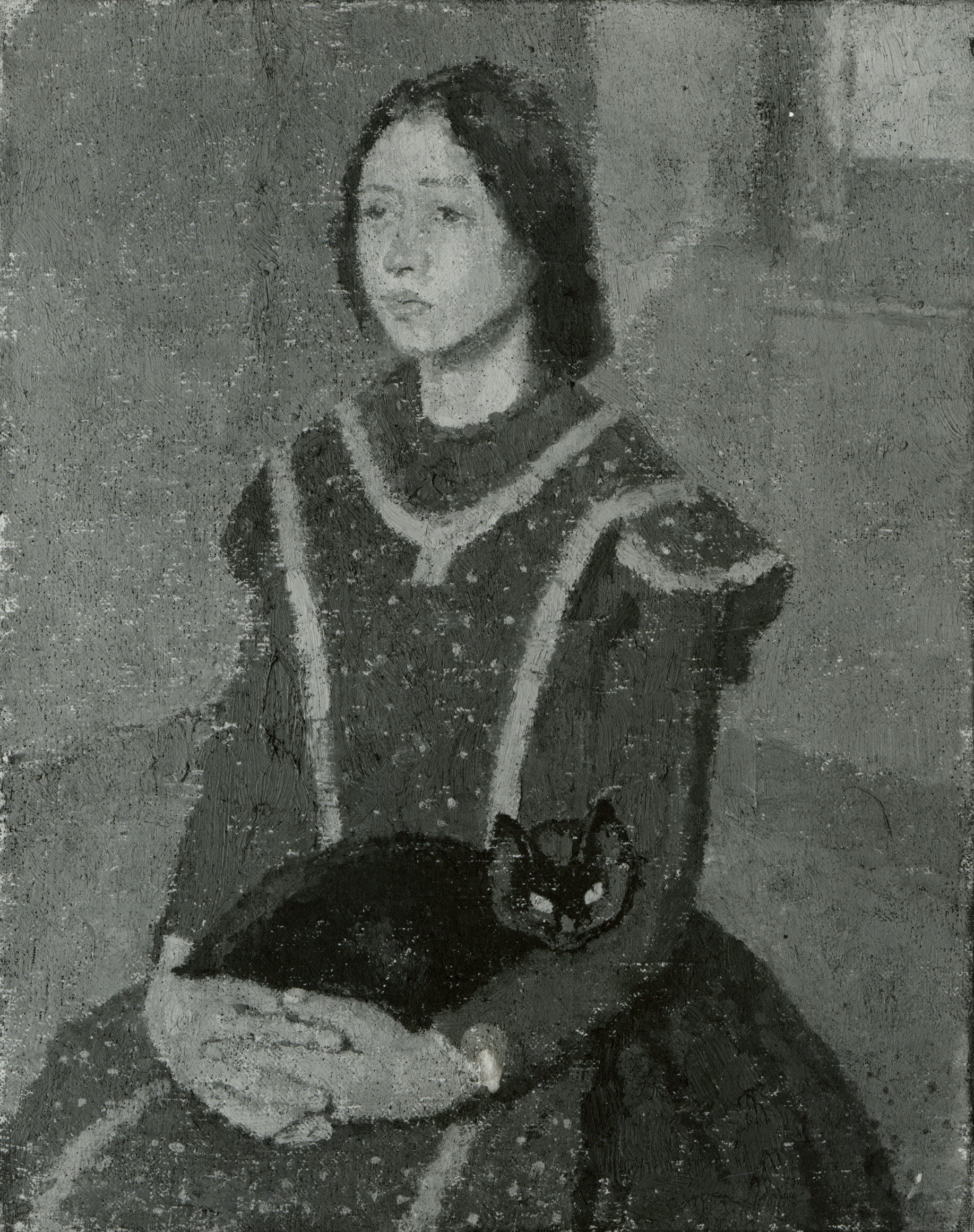
Chica con un gato, Gwen John, Museo Metropolitano de Arte

En 1916, Gwen John escribió en una carta: "Creo que una imagen debe hacerse en una sesión o como máximo dos. Para eso hay que pintar muchos lienzos y desecharlos". Su obra sobreviviente es comparativamente pequeña, con 158 pinturas al óleo conocidas que rara vez superan las 24 pulgadas de altura o anchura. La mayoría son retratos, pero también pintó bodegones, interiores y algunos paisajes. Escribió: "... un gato o un hombre, es lo mismo ... es un asunto de volúmenes ... el objeto no tiene importancia". Aunque vivió en Francia desde los 28 años hasta que murió, su trabajo siempre mostró una sensibilidad británica.
Sus pinturas tempranas, como el Retrato de la hermana de la artista, Winifred (ca. 1897–98) y Dorelia en un vestido negro (1903–04), están pintadas con esmaltes delgados a la manera tradicional de los antiguos maestros. Comenzando con su serie de pinturas de la Mère Poussepin (ca. 1913), su estilo se caracteriza por una pintura más gruesa aplicada en pequeños toques tipo mosaico. Se convirtió en su hábito pintar el mismo tema repetidamente. Sus retratos son generalmente de mujeres anónimas sentadas en un formato de tres cuartos, con las manos en sus piernas. Una de sus modelos, Jeanne Foster, escribió sobre John: "Ella me suelta el cabello y lo peina como si fuera suyo ... me hace sentar como lo hace, y siento la absorción de su personalidad cuando me siento".
El número de dibujos de John es de miles. Además del trabajo de estudio, hizo muchos bocetos y acuarelas de mujeres y niños en la iglesia. A diferencia de sus pinturas al óleo de mujeres solitarias, estos bocetos frecuentemente representan a sus sujetos por detrás y en grupos. También hizo muchos bocetos de sus gatos. Aparte de dos grabados que dibujó en 1910, no hizo impresiones.
Sus cuadernos y cartas contienen numerosas fórmulas personales para observar la naturaleza, pintar un retrato, designar colores mediante un sistema de números y otros similares. Su significado es a menudo oscuro, pero revelan la predilección de John por el orden y la influencia duradera de Whistler, cuya enseñanza enfatiza la preparación sistemática.
El arte de Gwen John, en su quietud y sus sutiles relaciones de color, contrasta con el trabajo mucho más vívido y asertivo de su hermano. Aunque alguna vez fue eclipsada por su hermano más popular, la opinión crítica ahora tiende a ver a Gwen como la más talentosa de los dos. El mismo Augustus había predicho este cambio, diciendo: "Dentro de 50 años seré conocido como el hermano de Gwen John".

## Sexualidad
A lo largo de su vida, John se sintió atraída por personas de ambos sexos. Como estudiante tuvo un romance con su compañero artista Ambrose McEvoy. Aunque August Rodin fue su gran amor, tuvo varias relaciones con personas del mismo sexo. Mientras estuvo en Slade, desarrolló una pasión por una mujer sin nombre que su hermano Augustus describe en su autobiografía Chiaroscuro y cuando se dirigía a París con Dorelia, desarrolló una pasión por una chica casada, quien luego las siguió a París. Rodin, que tenía una relación sexual con su asistente Hilda Flodin, realizó dibujos eróticos de Flodin y John juntas. La pintora alemana Ida Gerhardi se enamoró de John pero no fue correspondida. La última pasión de John fue Véra Oumançoff, por quien desarrolló una obsesión, para gran incomodidad de Véra.

## Legado
Los cuadros de John se encuentran en muchas colecciones públicas. Algunos de los mejores ejemplos se encuentran en el Museo Nacional de Cardiff y en la Tate Britain de Londres. 
Still Lives, de Candida Cave, es una obra de tres mujeres sobre Gwen, Ida (esposa de Augustus John) y Dorelia (la amante de Augustus John). 
Una novela de misterio artístico La escultura de Gwen John, de John Malcolm, presenta su estancia en Meudon, Francia y su relación con Rodin. 
Un documental de S4C presentado por Ffion Hague sobre la vida de Gwen John incluyó el rodaje de la revelación de una placa conmemorativa a la artista en el cementerio Janval de Dieppe en 2015.
Margaret Forster escribió una novela, publicada en 2006, Keeping the World Away, centrada en una imagen de John, Un rincón de la sala de artistas en París, que comienza con la historia de la propia John y luego relata historias de mujeres ficticias que se comunican con ella. El título proviene de algo escrito por John: "Reglas para mantener al mundo alejado: no escuches a las personas (más de lo necesario); no mires a las personas (ídem); ten el menor contacto sexual con las personas; cuando estés en contacto con la gente, hablar lo menos posible... " 

## Galería

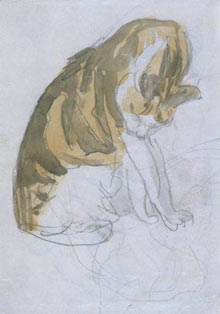
Gato que se limpia a sí mismo , ca. 1905–08, lápiz y acuarela.
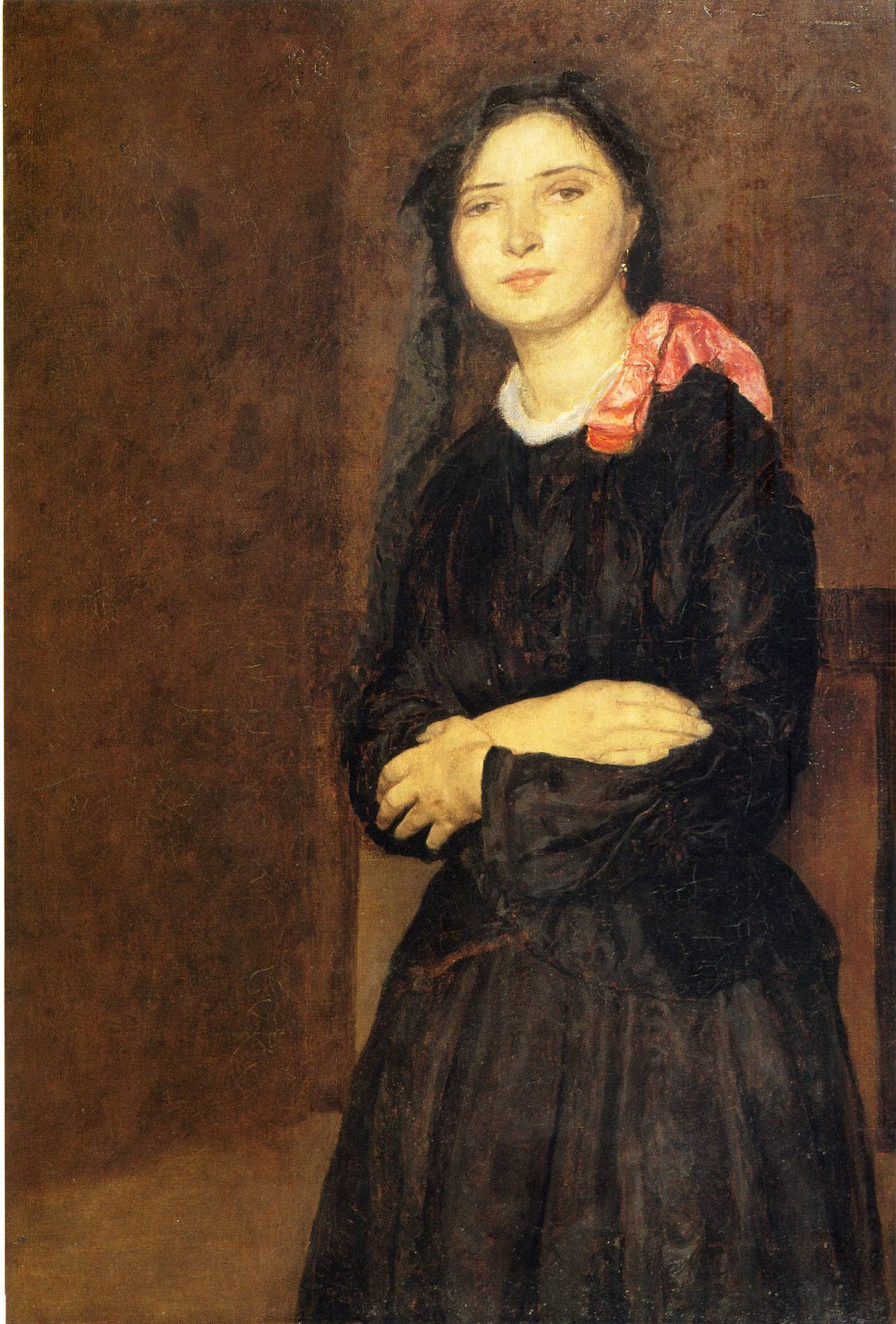
Dorelia en un vestido negro , 1903–04, Tate Gallery
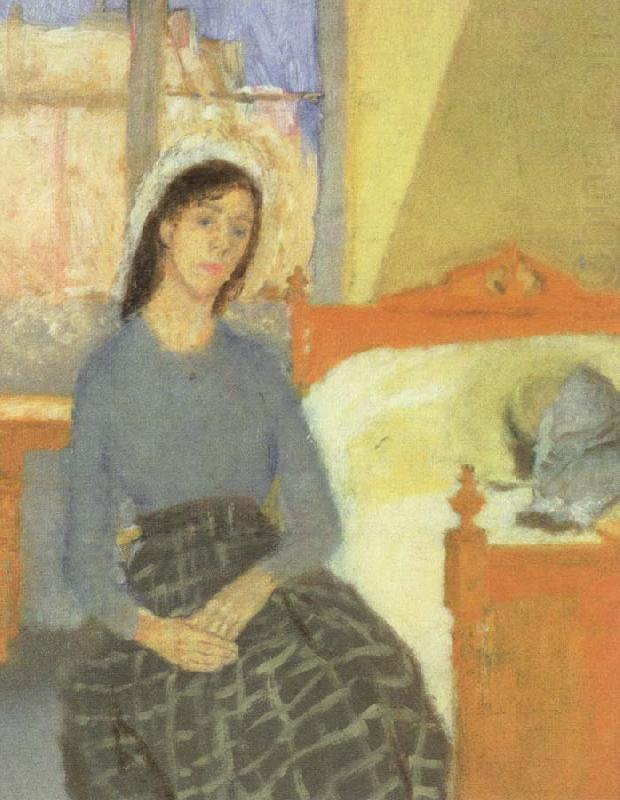
La artista en su habitación en París , 1907–09
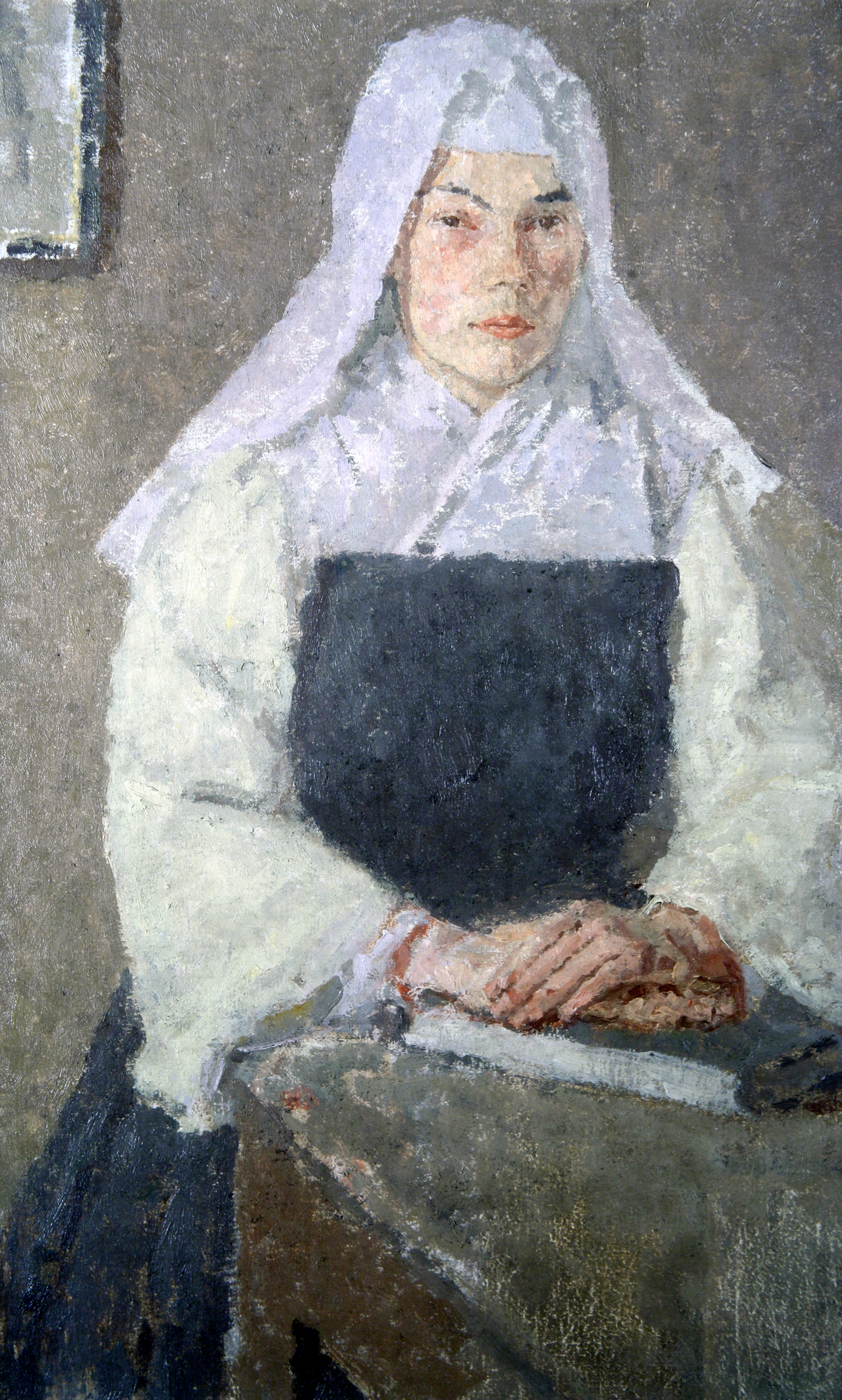
La monja , ca. 1915-21, Glynn Vivian Art Gallery , Swansea
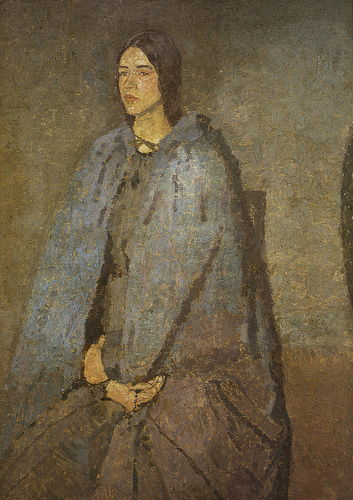
El peregrino , ca. 1915–25
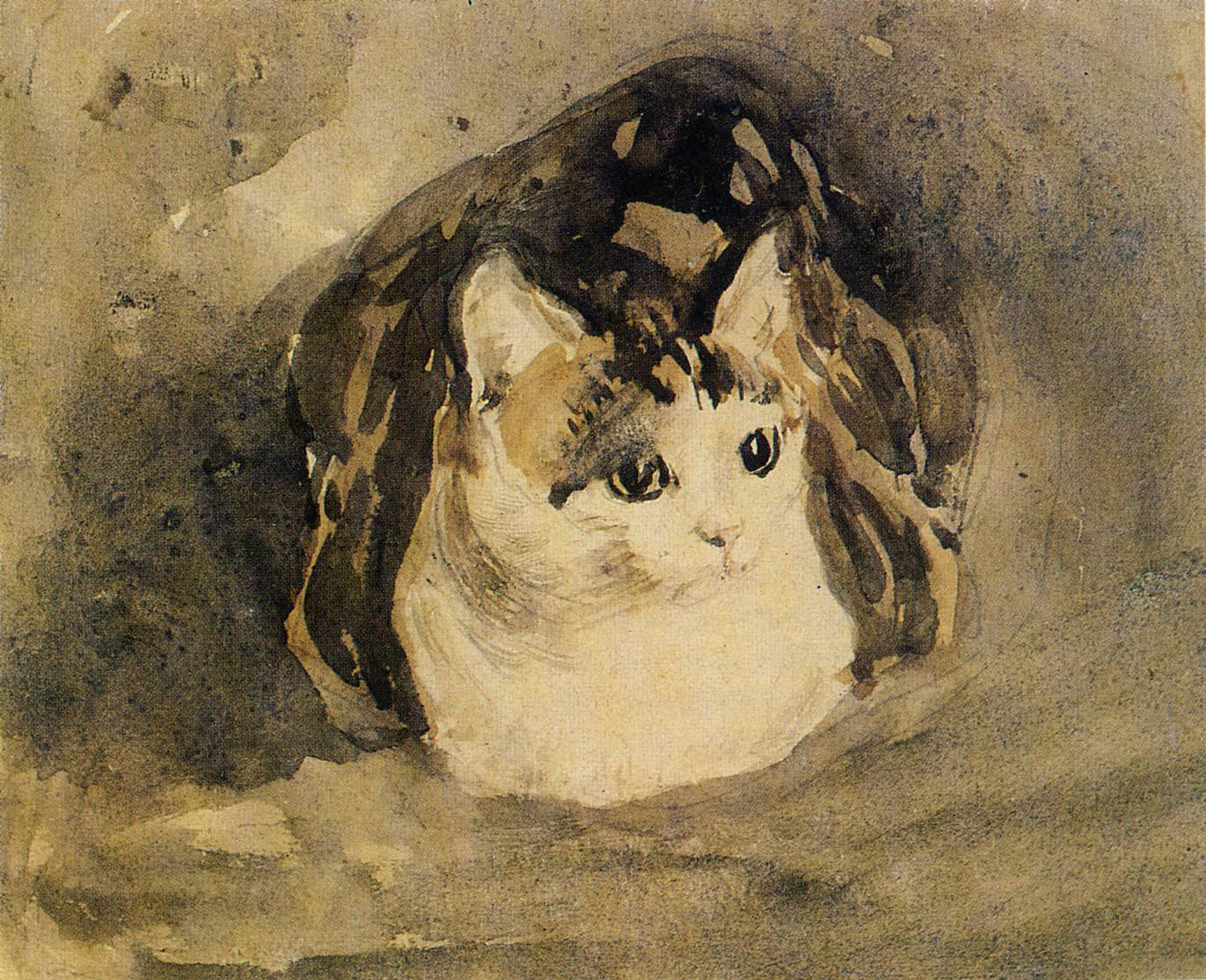
Gato ca. 1904–08